# Anthracophora gigantea
Anthracophora gigantea är en skalbaggsart som beskrevs av Moser 1908. Anthracophora gigantea ingår i släktet Anthracophora och familjen Cetoniidae. Inga underarter finns listade i Catalogue of Life.